# Dr. Hans Riegel-Stiftung

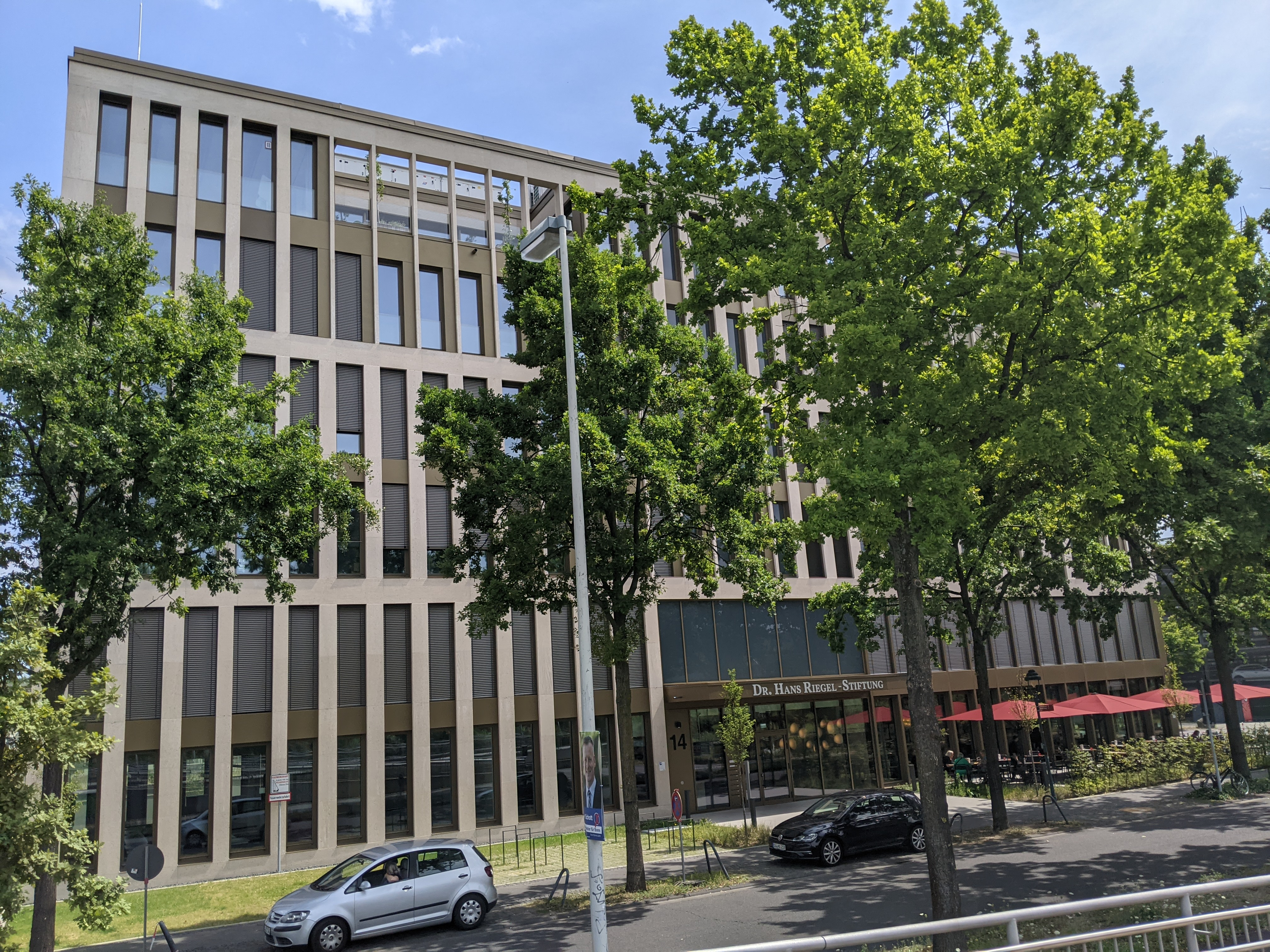
Gebäude der Dr.-Hans-Riegel-Stiftung in Bonn

Die Dr. Hans Riegel-Stiftung ist eine im Jahre 1987 gegründete Stiftung mit Sitz in Bonn. Gründer war Hans Riegel junior, Mitinhaber der HARIBO-Unternehmensgruppe. Am 6. Dezember 2000 wurde sie als gemeinnützige, öffentliche Stiftung des bürgerlichen Rechts anerkannt.
Die Stiftungszwecke lauten „Bildung, Erziehung, Ausbildung – allgemein“, „Wissenschaft und Forschung – allgemein“, „Kunst und Kultur – allgemein“ und „Mildtätige Zwecke“. Die Förderung schulischer und beruflicher Bildung junger Menschen in den  MINT-Fächern ist dabei der herausragende Zweck der Stiftung.
Die Stiftung soll junge Menschen bei der Gestaltung ihrer Zukunft fördern.
Zum Beirat gehört unter anderen Riegels langjähriger Freund und Haribo-Werbepartner Thomas Gottschalk.
Im Jahr 2006 wurden in Kooperation zwischen der Universität Bonn und der Stiftung die Dr. Hans Riegel-Fachpreise ins Leben gerufen. Die Dr. Hans Riegel-Fachpreise sollen vorwissenschaftliche Leistungen von Schülern anerkennen sowie Talente finden, fördern und für passende MINT-Bildungswege begeistern.
Im März 2017 leistete die Stiftung einen Beitrag zur Erhaltung des Deutschen Museums Bonn, indem sie zusagte, die Basisfinanzierung mit 28.000 Euro im Jahr 2018 und jeweils 100.000 Euro in den Jahren 2019 und 2020 zu unterstützen.